# ISO 3166-2:PM

Lokalizace zámořského území Francie - Saint Pierre a Miquelon

Kódy ISO 3166-2 pro Saint Pierre a Miquelon neidentifikují žádné regiony (stav v roce 2015).